# Рудня-Миколаївка
Рудня-Миколаївка — село в Україні, в Звягельському районі Житомирської області. Населення становить 191 осіб. Входить до складу Ємільчинської селищної громади.

## Історія
До 1946 року Рудня-М'яколовицька, село Емільчинської волості Новоград-Волинського повіту Волинської губернії. Відстань від повітового міста 65 верст, від волості 25. Дворів 57, мешканців 368.
У 1923—60 роках — адміністративний центр Руднє-Миколаївської сільської ради Ємільчинського району.